# Basilique du Sacré-Cœur (Marseille)
De Basilique du Sacré-Cœur de Marseille is een basiliek in de Franse stad Marseille, gelegen in de wijk Rouet, 8e arrondissement,  aan de Avenue du Prado. De kerk werd gebouwd in de periode 1920 tot 1947. De kerk verkreeg de status van Basilica minor op 17 september 1997 door paus Johannes Paulus II.
De basiliek van het heilig hart van Marseille is een van de kleinere basilieken van de rooms-katholieke kerk, opgedragen aan het Heilig Hart van Jezus Christus en is gebouwd in een Romaans-Byzantijnse stijl. Zij werd op 5 mei 1947 ingewijd door kardinaal Roques, aartsbisschop van Rennes, en vervolgens op 17 september 1997 door paus Johannes Paulus II. De Basiliek werd gebouwd om de plaag (de pest) van 1720 te herdenken en dient eveneens als gedenkteken voor de Eerste Wereldoorlog.

## Historie
Tot de bouw van de Basiliek van het Heilig Hart werd besloten in de nasleep van de Eerste Wereldoorlog, ter vervanging van de kerk van St. Adrien en St. Hermes, die te klein was geworden voor de parochie. De bevolking in de omgeving nam in die periode toe.
De eerste steen werd gelegd op 7 november 1920, voor het tweede eeuwfeest van de gelofte van bisschop Belsunce tijdens de pest van 1720, en de bouw duurde 27 jaar.
Het ontwerp is van de architect Théophile Dupoux, die het in een Romeins-Byzantijnse stijl opzette. Helaas mocht hij de verdere ontwikkeling niet meer meemaken, vanwege zijn overlijden op 26 december 1924. Zijn zoon nam zijn opvolging aan.
Met de bouw werd gestart door bisschop Fabre, die het besluit tot bouwen aankondigde in zijn pastorale kerstbrief 1918. Tijdens een bezoek aan Rome, op 8 maart 1921, ontving de aartsbisschop van Marseille de aanmoediging van de paus Benedictus XV, die dit werk zegent en een beroep doet op "... de soldaten van Marseille zijn dood voor het vaderland, de gulle zielen die zullen helpen bij de bouw van deze kerk van het Heilig Hart ...".
Na bisschop Fabre nemen nog drie andere bisschoppen de verantwoordelijkheid op zich voor de bouw van de nieuwe basiliek: bisschop Daniel Champavier (1923-1928), bisschop Maurice Dubourg (1928-1936) en bisschop Jean Delay (1937-1956).
De constructie is na 27 jaar bouwen eindelijk  voltooid. De basiliek werd op 5 mei 1947 door kardinaal Roques, aartsbisschop van Rennes, ingewijd. Het aanvankelijk geplande architecturale programma niet kon worden uitgevoerd zoals ontworpen. Het geheel heeft een meer modernistisch karakter gekregen dan het oorspronkelijk door de architect geplande Romeins-Byzantijnse ontwerp.
Op 17 september 1997 verklaart paus Johannes Paulus II de Basilique du Sacré-Cœur tot basilique minor.

## Bouwwijze
De basiliek werd gebouwd in natuursteen uit de steengroeven van La Roche d'Espeil in Sanary-sur-Mer in de Var (funderingen en exterieur van het gebouw), Saint-Symphorien, in de buurt van Bonnieux (Vaucluse) (interieur van de crypte, bases van pilaren en kolommen), van Buxy (binnenland), van Saint-Gengoux, in Saône-et-Loire. Gebouwd boven een crypte die een kwart van de totale oppervlakte beslaat, bereikt de basiliek een hoogte van 27 m 90. De basiliek zou worden bekroond door een centraal belfort, met een slanke omheining, die een hoogtepunt zou hebben bereikt van 62 m. Maar de constructie van deze is achterwegen gelaten vanwege gebrek aan financiële middelen. De kolommen in het interieur zijn gemaakt van graniet - uit Corsica voor de grotere, uit Zweden voor de anderen. Deze ondersteunen een "kluis" waarvan de top 22 m 50 bereikt.